# Newport Beach (Californie)
Pour les articles homonymes, voir Newport et Newport Beach.
Newport Beach est une municipalité du comté d'Orange, en Californie, située à 16 km au sud de Santa Ana. La ville avait une population de 85 186 habitants en 2010.
Newport Beach est à la fois une agréable station balnéaire et un quartier résidentiel très chic de l'agglomération de Los Angeles.
La station balnéaire possède une longue et large plage de sable le long de Balboa Peninsula, bordée d'une promenade piétonne (Ocean Front). Balboa Peninsula est un lido c'est-à-dire un cordon littoral sablonneux qui protège la baie et le port de Newport Beach dans lequel se situent les îles de Balboa Island et de Lido Isle. La jetée de pierre qui protège l'entrée du port forme The Wedge, un shore break très puissant. Ce spot de surf est connu pour l'alliance entre des vagues puissantes et une très faible profondeur d'eau.
Le monument historique de Newport Beach est le Balboa Pavilion construit en 1906 au milieu de la presqu'île.
Corona del Mar est le quartier résidentiel qui domine le port.
De Newport Beach, on peut embarquer pour l'île Santa Catalina visible sur l'horizon.
Dans la partie continentale de la ville s'élève le centre commercial de Fashion Island.

## Histoire
(décembre 2016).
Après la Guerre américano-mexicaine en 1848, les lois américaines furent instaurées en Californie en 1850.
En 1870, le capitaine S.S. Dunnells amena un bateau, le Vaquero, dans une baie qui ne portait pas encore de nom. Le capitaine Dunnells décida de la nommer "New Port."  

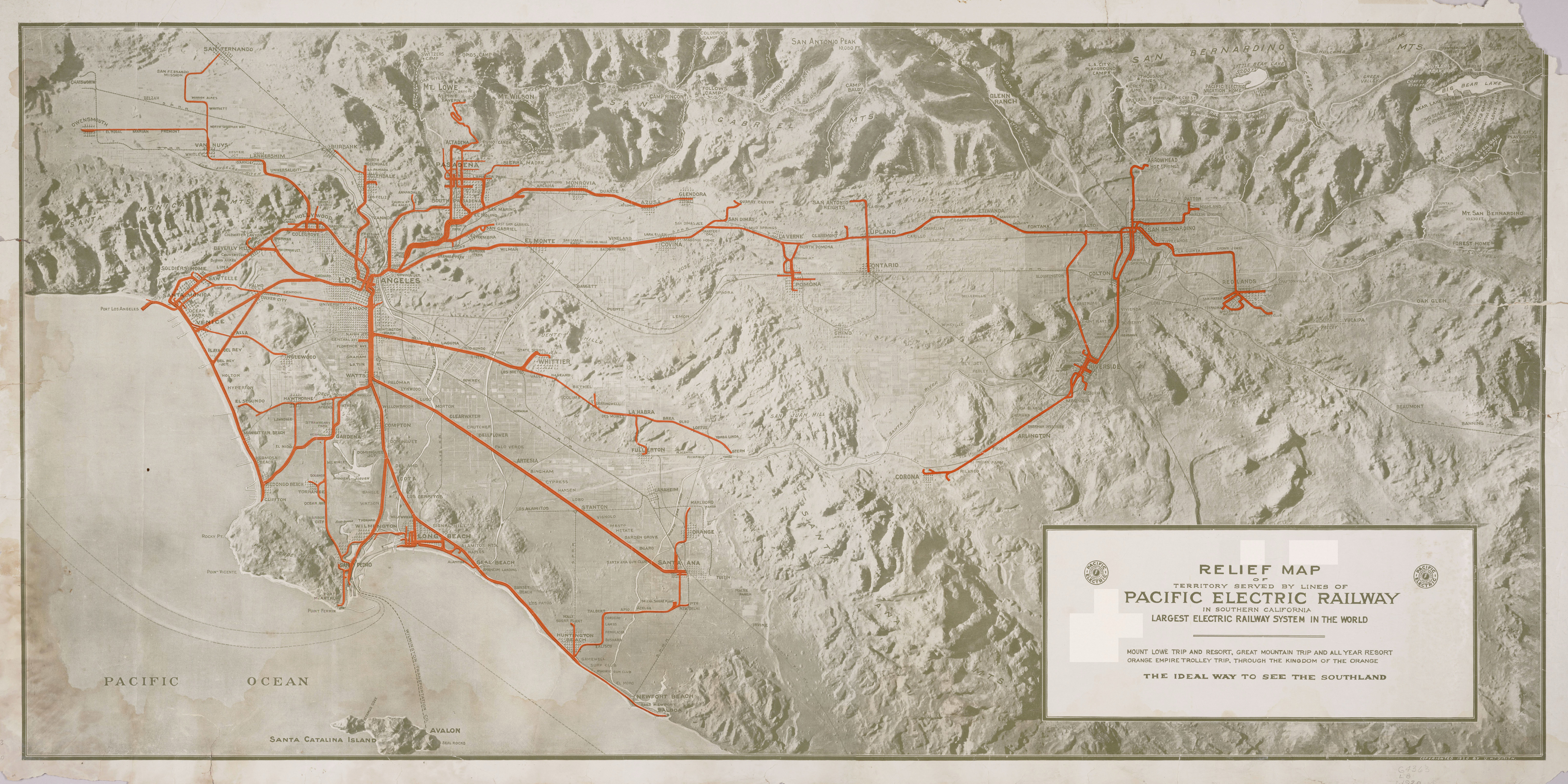
Carte des routes de la Pacific Electric Railway, 1920.

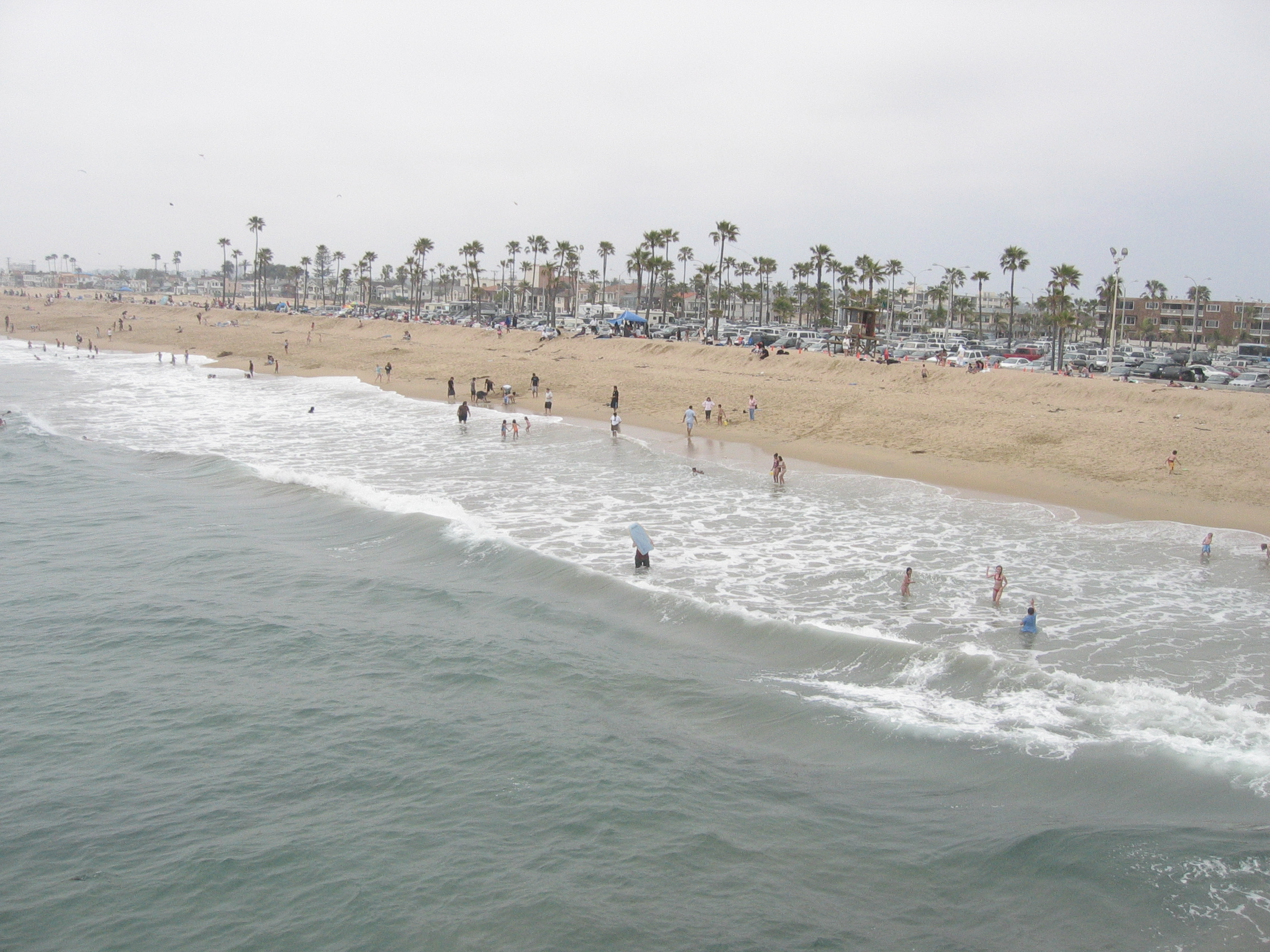
La plage vue du Balboa Pier.

En 1879, James et Robert McFadden créèrent le McFadden's Landing (débarcadère de McFadden). Celui-ci fut installé à l'intérieur de la  baie.
En 1888, McFaddens décidèrent que leur affaire de bateaux serait plus attractive s'ils la déplaçaient de l'intérieur de la baie à l'océan. Par conséquent ils construisirent le McFaddens’ Wharf (Quai McFaddens) à l'endroit où se trouve aujourd'hui le Newport Pier.
En 1906 le Balboa Pavilion fut terminé avec son projet jumeau, le Balboa Pier (afin d'attirer des acheteurs sur la péninsule de Balboa à Newport). Finalement, les maisons face à la mer se vendirent pour la modique somme de 500 dollars.
À partir de 1906, Newport Beach devint une destination touristique avec l'arrivée de la Pacific Electric Railway qui se terminait au Balboa Pavilion.
En août 1906, Newport Beach fut incorporé comme ville.
En 1908, John Scarpa, un gondolier italien, organisa la première parade lumineuse de bateau à Noël dans le port de Newport. Ceci devint une tradition encore perpétuée aujourd'hui.
En 1910, les McFaddens vendirent le Lido et la Balboa Island pour 35 000 dollars.
En 1916, Balboa Island a été annexée à Newport Beach.
En 1923, Corona del Mar fut annexée à la ville.
En 1926, la California State Route 1 fut construite à travers la ville.
En 1936, le port de Newport a été officiellement inauguré. Il avait fallu un projet de 1,8 million de dollars pour draguer les bancs de sable hors de la baie et allonger les jetées.
Petit-à-petit, Newport Beach devint alors le lieu de résidence de nombreuses célébrités. La plus populaire fut John Wayne, connu en tant que “the Duke". Les autres célébrités résidant à/ou ayant leur bateau à Newport Beach incluent James Cagney, Humphrey Bogart, Shirley Temple, et Errol Flynn. En outre, Roy Rogers et Dale Evans tout comme George Burns ont résidé à Newport Beach.
En 1953, les Boy Scouts of America se sont réunis là où le Newport Center et le Fashion Island se trouvent actuellement. Ce fut le premier Jamboree se tenant à l'ouest de la rivière Mississippi avec 50 000 scouts des 48 États, d'Alaska, d'Hawaii et de 16 pays étrangers.
En 1962, les trains de la Pacific Electric le long de l'Océan Pacifique sont employés pour la dernière fois pour la livraison de bateaux à Newport Beach.
En 1967, Fashion Island fut terminé. Newport Center Drive, une route circulaire, entoure Fashion Island et justifie le terme d'"island" donné à ce centre commercial.
En 1990 débuta le lotissement de Newport Coast. Le fameux joueur de basket-ball professionnel, Kobe Bryant résidait à Newport Coast.

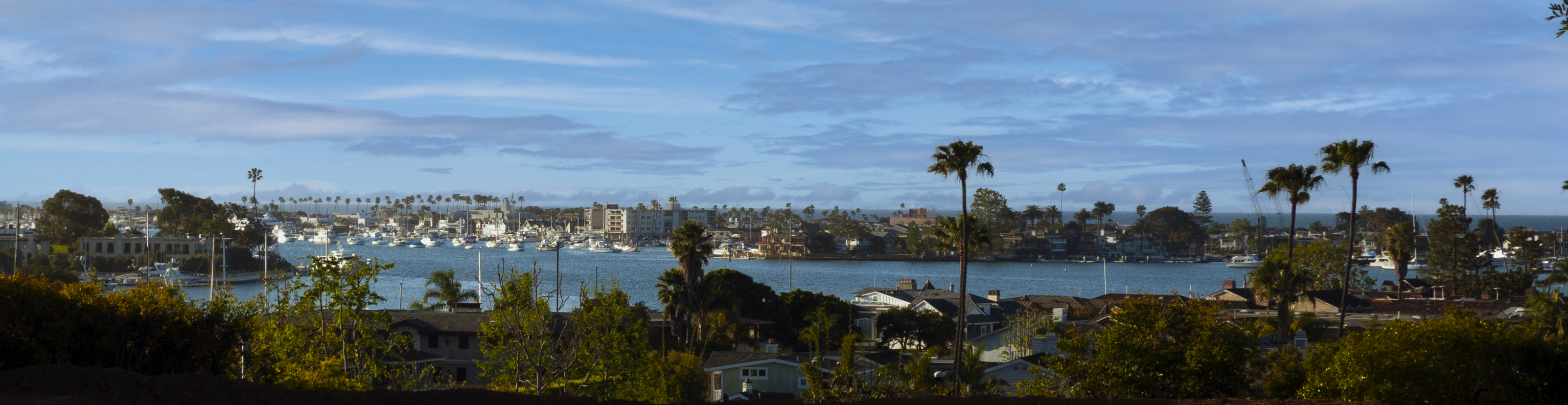
Newport Beach, Californie.

### Annexions récentes
- San Joaquin Hills (Newport Beach, Californie) (1er janvier 2002)
- Newport Coast (Newport Beach, Californie) (2001)

## Géographie

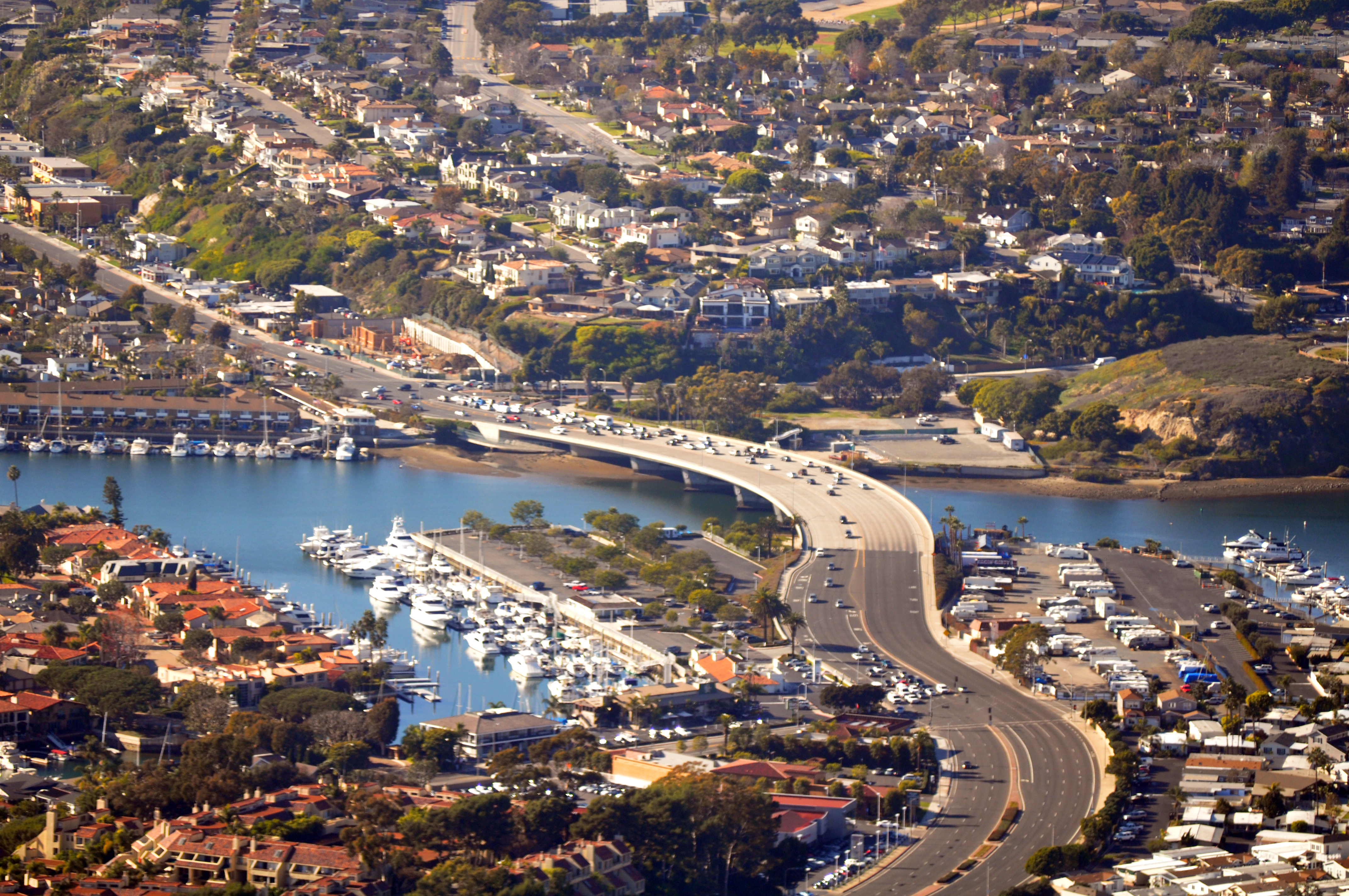
Dover et la Pacific Coast Highway à Newport Beach, Californie.

Newport Beach est à 8 mètres au-dessus du niveau de la mer et se trouve à 33° 37′ 00″ N, 117° 53′ 51″ O.
La ville est entourée à l'ouest par Huntington Beach le long de la rivière Santa Ana, au nord par Costa Mesa, l'Aéroport John-Wayne et Irvine (dont l'UC Irvine), à l'est par le Crystal Cove State Park et au sud par l'océan Pacifique.
D'après l'Bureau du recensement des États-Unis, la ville a une superficie de 103,2 km2 dont 38,3 km2 sont des terres et 64,9 km2 soit 62,91 % de l'eau.
Le territoire de Newport Beach inclut Corona del Mar, Balboa Island, Newport Coast, San Joaquin Hills, et Balboa Peninsula (connu aussi en tant que Balboa).
Le lit préhistorique de la rivière Santa Ana forme l'Upper Newport Bay. La Santa Ana alimente le delta (la Back Bay) et rejoint par la suite le port de Newport.

## Population et société

### Démographie
| Groupe            | Newport Beach | Californie | États-Unis |
| ----------------- | ------------- | ---------- | ---------- |
| Blancs            | 87,3          | 57,6       | 72,4       |
| Asiatiques        | 7,0           | 13,1       | 4,8        |
| Métis             | 2,9           | 4,9        | 2,9        |
| Autres            | 1,6           | 17,0       | 6,2        |
| Afro-Américains   | 0,7           | 6,2        | 12,6       |
| Amérindiens       | 0,3           | 1,0        | 0,9        |
| Océaniens         | 0,1           | 0,4        | 0,2        |
| Total             | 100           | 100        | 100        |
|                   |               |            |            |
| Latino-Américains | 7,3           | 37,6       | 16,7       |

Selon l'American Community Survey pour la période 2010-2014, 82,55 % de la population âgée de plus de 5 ans déclare parler l'anglais à la maison, alors que 5,70 % déclare parler l'espagnol, 1,93 % le perse, 1,39 % une langue chinoise, 1,12 % le coréen, 0,81 % le japonais, 0,72 % le russe 0,70 % l'arabe, 0,56 % l'allemand, 0,51 le français et 4,00 % une autre langue.
| 1910 | 1920 | 1930  | 1940  | 1950   | 1960   |
| ---- | ---- | ----- | ----- | ------ | ------ |
| 445  | 894  | 2 203 | 4 438 | 12 120 | 26 564 |

| 1970   | 1980   | 1990   | 2000   | 2010   | - |
| ------ | ------ | ------ | ------ | ------ | - |
| 49 582 | 62 556 | 66 643 | 70 032 | 85 186 | - |

## Politique

### Jumelages
Newport Beach est jumelée avec 3 villes désignées par la Sister Cities International, Inc. (SCI):
- Antibes, France
- Ensenada, Mexique
- Okazaki, Japon

## Économie
Pacific Investment Management Company a son siège dans cette ville.

## Culture et patrimoine

### Série télévisée
La série homonyme Newport Beach se déroule à Newport Beach.
C'est également à Newport Beach que se déroule l'intrigue de la série Arrested Development

### Films tournés à Newport Beach
- 1950 : Trafic en haute mer de Michael Curtiz